# Megaselia pulliclava
Megaselia pulliclava är en tvåvingeart som beskrevs av Borgmeier 1969. Megaselia pulliclava ingår i släktet Megaselia och familjen puckelflugor. Inga underarter finns listade i Catalogue of Life.